# Museu Histórico e Antropológico Maurice van de Maele

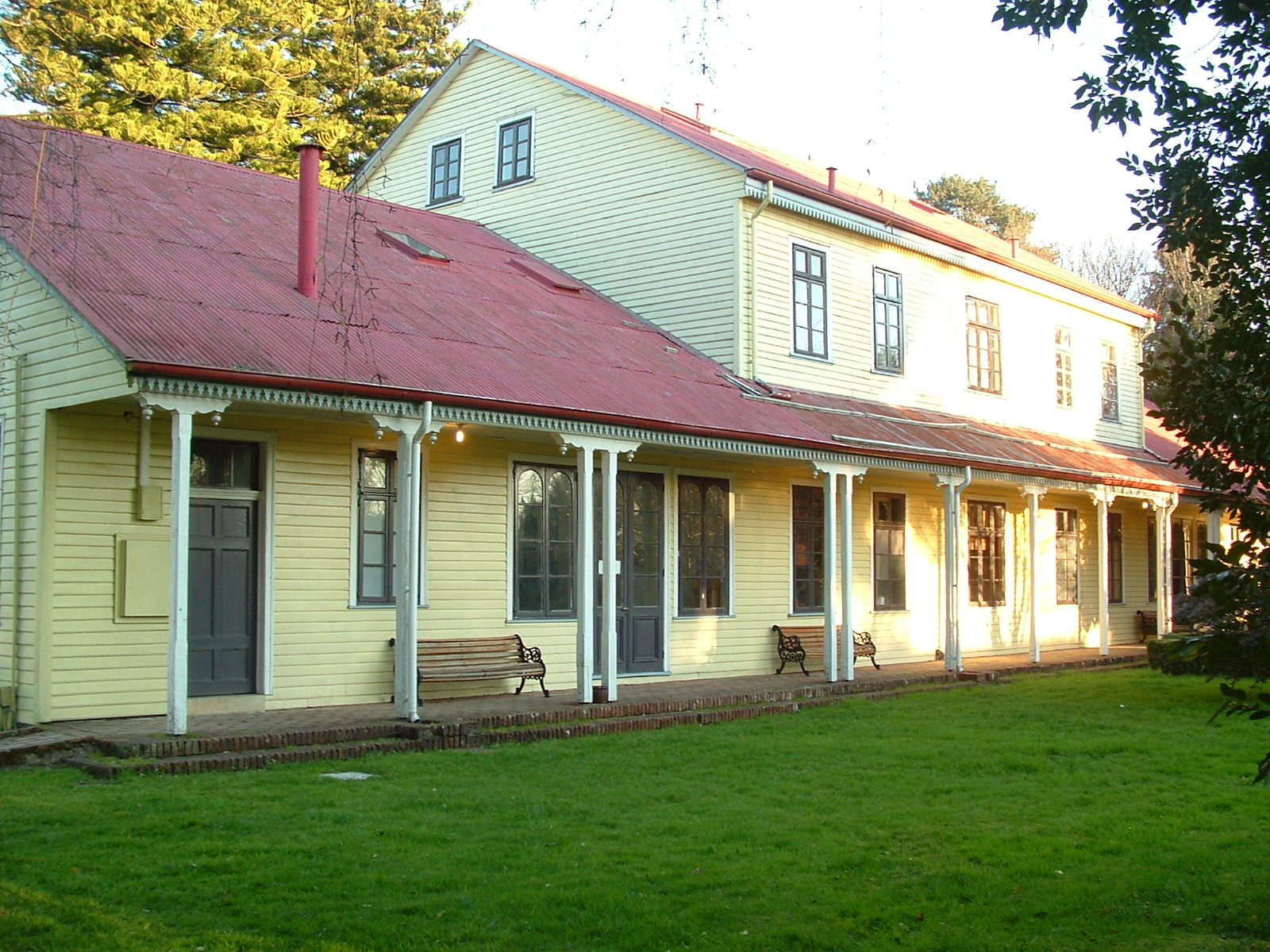
Museu Histórico e Antropológico Maurice van de Maele.

O Museu Histórico e Antropológico Maurice van de Maele, também conhecido como Casa Carlos Anwandter, é uma casa de museu na cidade chilena de Valdivia, administrada pela Universidade Austral do Chile. A casa foi construída pelo empresário e colono chileno-prussiano Carlos Anwandter (Karl Anwandter Figg, 1801-1889) na década de 1860, para a residência de sua família, e cerca de alli instalou a primeira cervecería do Chile. Em 1962 a universidade adquiriu esta propriedade e fez o museu. O edifício foi declarado Patrimônio Histórico Nacional em 1981, por ser “um valioso exemplo da arquitetura urbana da época da colonização alemã do século XIX”. As exposições no museu lidam com a cultura Mapuche e Huilliche, e a colonização alemã do sul do Chile. O museu exibe coleções de artefatos arqueológicos e também ferramentas, brinquedos, jóias, tecidos, cerâmica e coleção de fotos. O museu tem o nome de Maurice van de Maele, um jornalista, arqueólogo e antropólogo belga que trabalhou na Universidade Austral.